# El Cerrito, Ezequiel Montes
El Cerrito är en ort i Mexiko.   Den ligger i kommunen Ezequiel Montes och delstaten Querétaro Arteaga, i den centrala delen av landet, 160 km nordväst om huvudstaden Mexico City. El Cerrito ligger 1 985 meter över havet och antalet invånare är 205.
Terrängen runt El Cerrito är platt åt sydväst, men åt nordost är den kuperad. Runt El Cerrito är det ganska tätbefolkat, med 83 invånare per kvadratkilometer. Närmaste större samhälle är Ezequiel Montes, 2,7 km sydost om El Cerrito. Trakten runt El Cerrito består till största delen av jordbruksmark.